# Лешко I Білий
Ле́шек I Бі́лий (пол. Leszek Biały; також Лєшко Білий, в Галицько-Волинському літописі Лєстко; 1186 — 24 листопада 1227) — польський князь з династії П'ястів. Син Казимира II Справедливого. Князь Сандомирський, князь Куявії в 1194—1202 роках, великий князь краківський в 1194—1198, 1201—1202, 1221—1227 роках.

## Біографія
Після смерті батька в 1194 році втратив Краківське князівство, яке йому вдалося повернути завдяки підтримці духовенства. Був змушений віддати Мазовію і Куявію у володіння своєму брату Конраду Мазовецькому.
У 1195 році Лешек дістав допомоги від Романа Мстиславича у битві над Мозгавою проти Мешка III Старого. 1199 року Лешко допоміг Романові захопити Галичину. У 1205 році військо Романа Мстиславича пішло на поляків. Військо Лешека I Білого та його брата Конрада Мазовецького розбили Романове військо у битві під Завихостом де Роман Мстиславич загинув.
У 1214 році у Спиші (Словаччина, північ тодішнього Угорського королівства) Лешек I уклав угоду з угорським королем Андрієм II, за якою зятя Лешка I, угорського королевича Коломана, було проголошено королем Галича (Галичини), а Лешек I забирав собі частину прикордонних українських (руських) земель. Після вигнання угорців з Галича у 1219 році продовжував спроби підкорити собі галицько-волинські землі, однак зазнав невдачі.
Загинув під час походу проти князя Східного Помор'я Святополка в Гонсаві, похований у Кракові.
Дружина — княжна Гремислава Інґварівна з Луцька, представниця династії Рюриковичів, донька Великого князя київського Інгвара Ярославича.
Мали двоє дітей:
- Соломію — дружину угорського, галицького князя Коломана
- Болеслава — після довгого часу, спадкоємець батька на краківському престолі.